# 虹井路
31°11′01″N 121°21′54″E / 31.18360°N 121.36508°E
虹井路，是中國上海市闵行区、长宁区间的一条道路，以虹桥路、虹桥镇井亭村取首字命名。南起吴中路，交经青杉路，跨唐家浜，过红松路，跨邵高泾，北迄虹桥路。1985年路面改造后，唐家浜—吴中路段裁弯取直，改道对接虹莘路，全长1.82千米。

## 相交道路

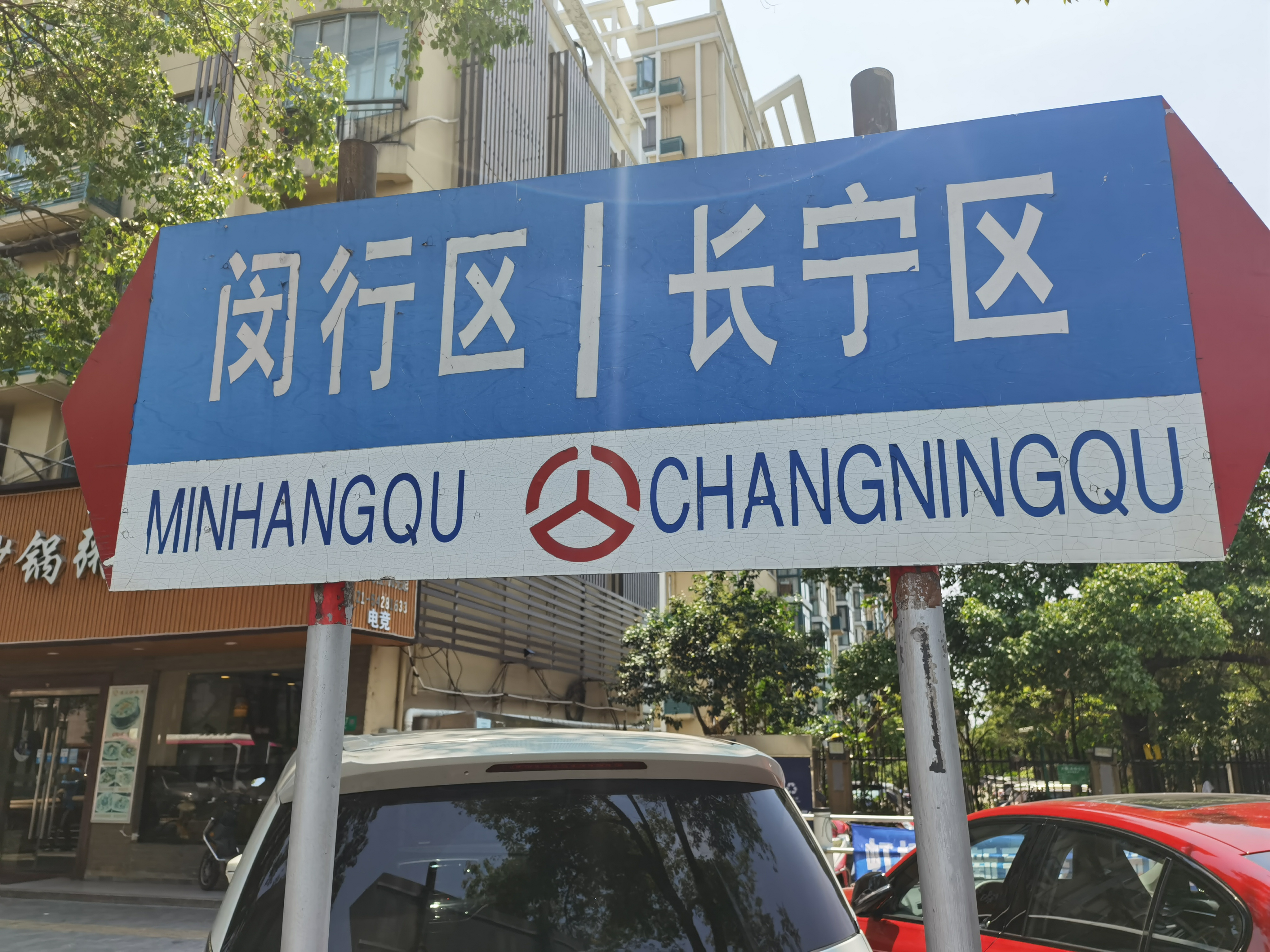
拍摄于虹井路延安西路路口的闵行区与长宁区交界处路牌

## 相交道路[3]
- 虹桥路
- 延安西路
- 黄桦路
- 红松路
- 青杉路
- 吴中路

## 沿路主要设施[4]
- 龙柏新村
- 上海轨道交通10号线龙柏新村站、上海动物园站